# Seznam dílů seriálu OA
Toto je seznam dílů seriálu OA. Americký mysteriózní televizní seriál OA byl zveřejněn 16. prosince 2016 na Netflixu.

## Přehled řad
| Řada | Díly | Premiéra na Netflixu |
| ---- | ---- | -------------------- |
| 1    | 8    | 16. prosince 2016    |
| 2    | 8    | 22. března 2019      |

## Seznam dílů

### První řada (2016)
| Č. v seriálu | Č. v řadě | Původní název              | Režie          | Scénář                         | Premiéra na Netflixu |
| ------------ | --------- | -------------------------- | -------------- | ------------------------------ | -------------------- |
| 1            | 1         | Chapter 1: Homecoming      | Zal Batmanglij | Brit Marling a Zal Batmanglij  | 16. prosince 2016    |
| 2            | 2         | Chapter 2: New Colossus    | Zal Batmanglij | Melanie Marnich                | 16. prosince 2016    |
| 3            | 3         | Chapter 3: Champion        | Zal Batmanglij | Brit Marling a Dominic Orlando | 16. prosince 2016    |
| 4            | 4         | Chapter 4: Away            | Zal Batmanglij | Ruby Rae Spiegel               | 16. prosince 2016    |
| 5            | 5         | Chapter 5: Paradise        | Zal Batmanglij | Brit Marling a Zal Batmanglij  | 16. prosince 2016    |
| 6            | 6         | Chapter 6: Forking Paths   | Zal Batmanglij | Melanie Marnich                | 16. prosince 2016    |
| 7            | 7         | Chapter 7: Empire of Light | Zal Batmanglij | Brit Marling a Zal Batmanglij  | 16. prosince 2016    |
| 8            | 8         | Chapter 8: Invisible Self  | Zal Batmanglij | Brit Marling a Zal Batmanglij  | 16. prosince 2016    |

### Druhá řada (2019)
| Č. v seriálu | Č. v řadě | Původní název                        | Režie            | Scénář                                 | Premiéra na Netflixu |
| ------------ | --------- | ------------------------------------ | ---------------- | -------------------------------------- | -------------------- |
| 9            | 1         | Chapter 1: Angel of Death            | Zal Batmanglij   | Brit Marling a Zal Batmanglij          | 22. března 2019      |
| 10           | 2         | Chapter 2: Treasure Island           | Zal Batmanglij   | Damien Ober a Nicki Paluga             | 22. března 2019      |
| 11           | 3         | Chapter 3: Magic Mirror              | Andrew Haigh     | Nicki Paluga a Dominic Orlando         | 22. března 2019      |
| 12           | 4         | Chapter 4: SYZYGY                    | Zal Batmanglij   | Brit Marling a Zal Batmanglij          | 22. března 2019      |
| 13           | 5         | Chapter 5: The Medium & the Engineer | Zal Batmanglij   | Brit Marling, Damien Ober a Henry Bean | 22. března 2019      |
| 14           | 6         | Chapter 6: Mirror Mirror             | Andrew Haigh     | Dominic Orlando a Claire Kiechel       | 22. března 2019      |
| 15           | 7         | Chapter 7: Nina Azarova              | Anna Rose Holmer | Brit Marling a Henry Bean              | 22. března 2019      |
| 16           | 8         | Chapter 8: Overview                  | Zal Batmanglij   | Brit Marling a Zal Batmanglij          | 22. března 2019      |